# Skelka, Ohtîrka
Skelka (în ucraineană Скелька) este un sat în comuna Veazove din raionul Ohtîrka, regiunea Sumî, Ucraina.

## Demografie
Componența lingvistică a localității Skelka
     Ucraineană (86,96%)
     Rusă (13,04%)
Conform recensământului din 2001, majoritatea populației localității Skelka era vorbitoare de ucraineană (86,96%), existând în minoritate și vorbitori de rusă (13,04%).